# Решетниково (Козловський район)
Реше́тниково (рос. Решетниково, чув. Ватнер) — присілок у складі Козловського району Чувашії, Росія. Входить до складу Аттіковського сільського поселення.
Населення — 110 осіб (2010; 92 у 2002).
Національний склад:
- чуваші — 98 %